# Medicine (marka odzieżowa)
Medicine – polska marka odzieżowa będąca własnością BRANDBQ Sp. z o.o. z siedzibą w Krakowie. Została założona w 2013 roku przez Krzysztofa i Arkadiusza Bajołków. 
Marka prowadzi sprzedaż na rynkach polskim, słowackim i czeskim, oferując odzież, dodatki oraz artykuły do domu. W 2025 roku firma posiada 122 salony w Polsce, na Słowacji i w Czechach, zatrudniając ponad 1120 osób.
Firma współpracuje z artystami i grafikami, tworząc kolekcje inspirowane sztuką i kulturą. Projekty odwołują się do motywów artystycznych.

## Historia

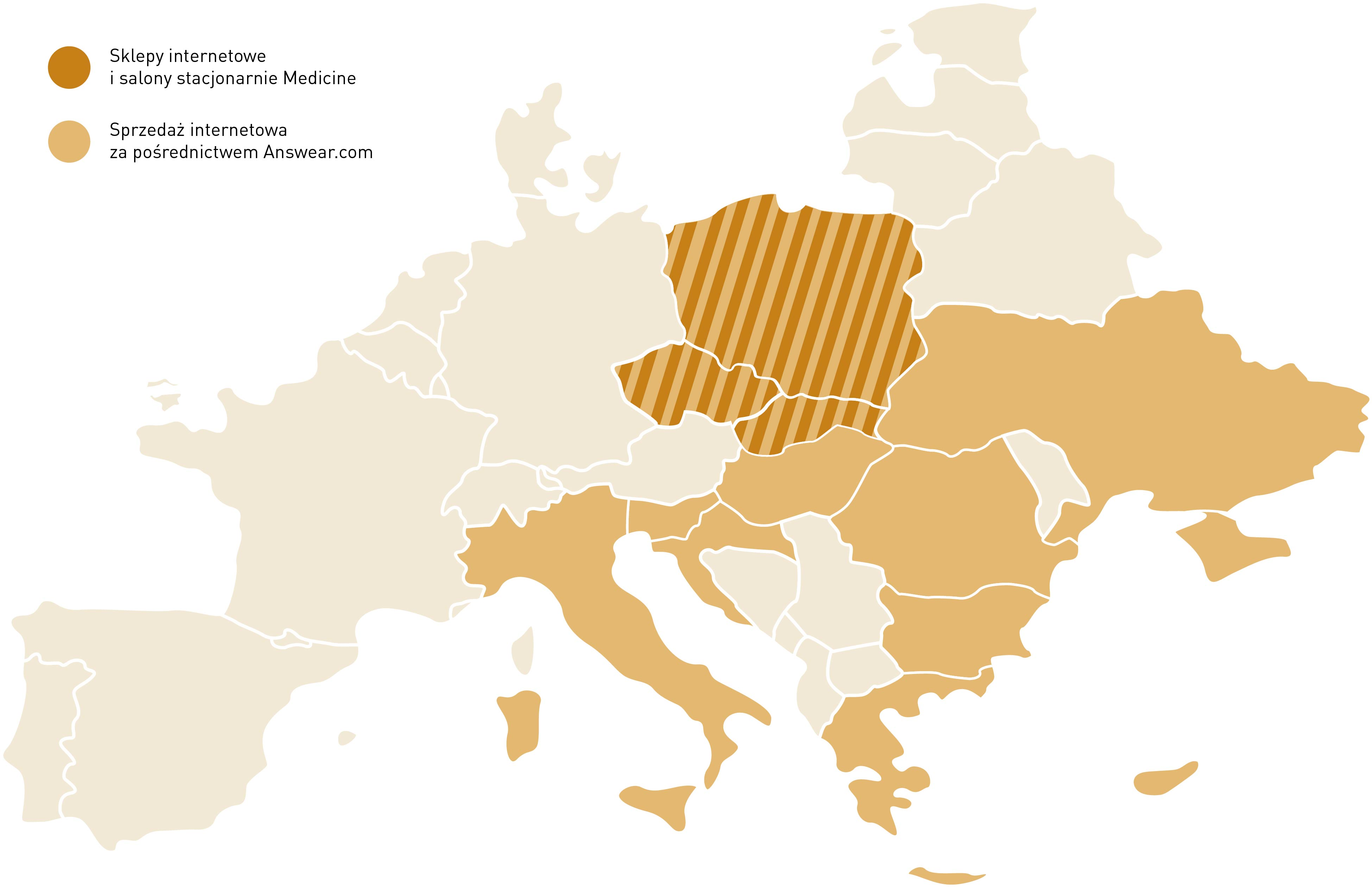
Kraje, w których działa Medicine

W roku założenia Medicine nawiązało współpracę z Tomkiem Sadurskim, który stworzył 12 grafik inspirowanych podróżami i egzotycznymi symbolami. W kolejnych latach Medicine współpracowało z artystami, takimi jak Dawid Ryski, Alek Morawski, Alex Pogrebniak, Jakub Zasada, Beata Śliwińska (BARRAKUZ), Magdalena Parfieniuk, Veronika Blyzniuchenko i Olaf Hajek.
W 2015 roku marka uruchomiła platformę Bank Grafik, która pozwala artystom prezentować swoje prace. W tym samym roku zainicjowano kolekcję Grafika Polska, a w 2016 roku powstała kolekcja Tattoo Art, łącząca motywy sztuki tatuażu z modą. Artyści, którzy uczestniczyli w tych projektach, to m.in.: Karolina Słotwińska, Katarzyna Załęska (Alanama Starflame), Maciej Puchała, Marcin Małczyk, Natalia Osipa, Patrycja Mrowiec, Piotr Bemben i Tomasz Florek.
Od 2018 roku marka organizuje akcję charytatywną Stylowy Pupil, w ramach której dochody z zimowej kolekcji dla zwierząt są częściowo przeznaczane na cele charytatywne.
W 2019 roku zadebiutowała kolekcja Eviva L’arte, inspirowana klasycznymi dziełami sztuki, w tym pracami van Gogha, Moneta, Degasa, Gauguina, Botticellego, Dürera, Bruegela i Boscha.
W 2021 roku marka wprowadziła kolekcję Home, która obejmuje tekstylia, dekoracje i akcesoria do wnętrz. Projekty tworzone są we współpracy z artystami, a kolekcja czerpie z klasycznych i nowoczesnych trendów.
W grudniu 2024 roku marka uruchomiła swoją aplikację mobilną na rynek polski, którą można pobrać na App Store i w Google Play.  

## Nagrody i wyróżnienia
Medicine zdobyło nagrody i wyróżnienia w branży modowej, w tym:
- 2024: nagroda w kategorii Top Polish Brands magazynu Woman Power Polska i Forum Biznesu Polska[21].
- 2023: tytuł lidera polskich marek w kategorii moda, przyznany przez magazyn Businesswoman & Life[22].
- 2023: nominacje w konkursie CEE Retail Awards: Retailer of the Year i Innovation in Ecommerce[23].
- 2018: nagroda Best in Cloud za najlepsze wdrożenie usługi chmurowej[24].

## Akcje specjalne
Medicine angażuje się w liczne projekty artystyczne i społeczne. Współpracowała z Fundacją Wisławy Szymborskiej, przenosząc na ubrania kolaże, wiersze i rękopisy noblistki. Marka bierze również udział w akcjach charytatywnych, takich jak współpraca z Wielką Orkiestrą Świątecznej Pomocy. Marka co roku organizuje także akcję Stylowy Pupil, przeznaczając część zysków na wsparcie fundacji dbających o dobrostan zwierząt. 
Do wybranych projektów należą: 

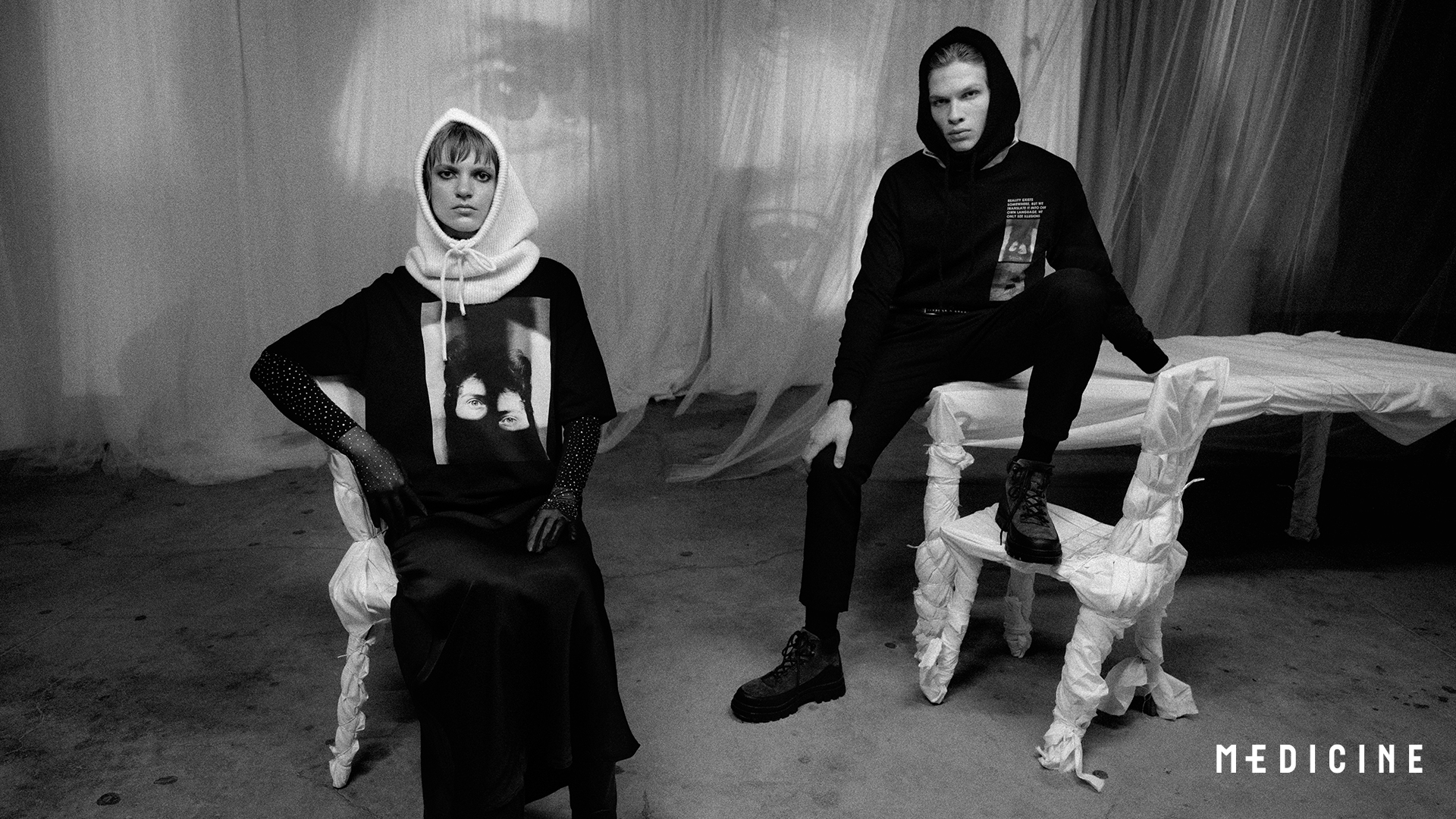
Art Series - kolekcja Zdzisław Beksiński x Medicine

- Medicine x Off Festival 2024 – na terenie festiwalu powstał pop-up store ze strefą do samodzielnej customizacji odzieży i artystycznymi makijażami.
- [28]

- Medicine x „Beksiński Live” 2024 – w czasie trwania koncertu we wrocławskiej Hali Stulecia, marka zorganizowała strefę sprzedaży, w której zaprezentowano kolekcję inspirowaną twórczością Zdzisława Beksińskiego. [29]

- Medicine na Nocy Księgarń 2024 – czytanie wierszy Czesława Miłosza podczas Nocy Księgarń w Pałacu Potockich w Krakowie połączone z promocją kolekcji inspirowaną twórczością noblisty. [30]

- Medicine na Targach Książki – podczas 27. Międzynarodowych Targów Książki w Krakowie zaprezentowano kolekcje inspirowane twórczością Zdzisława Beksińskiego i Czesława Miłosza. [31]

- Medicine x Fajans Włocławek – kolekcja ubrań i dodatków inspirowana tradycyjnym fajansem[32].
- Projekt Murale – inicjatywa mająca na celu połączenie mody ze sztuką uliczną. Dzięki współpracy z utalentowanymi artystami powstały unikalne murale, które odzwierciedlają kreatywność i niepowtarzalny styl marki.

### Projekt Murale

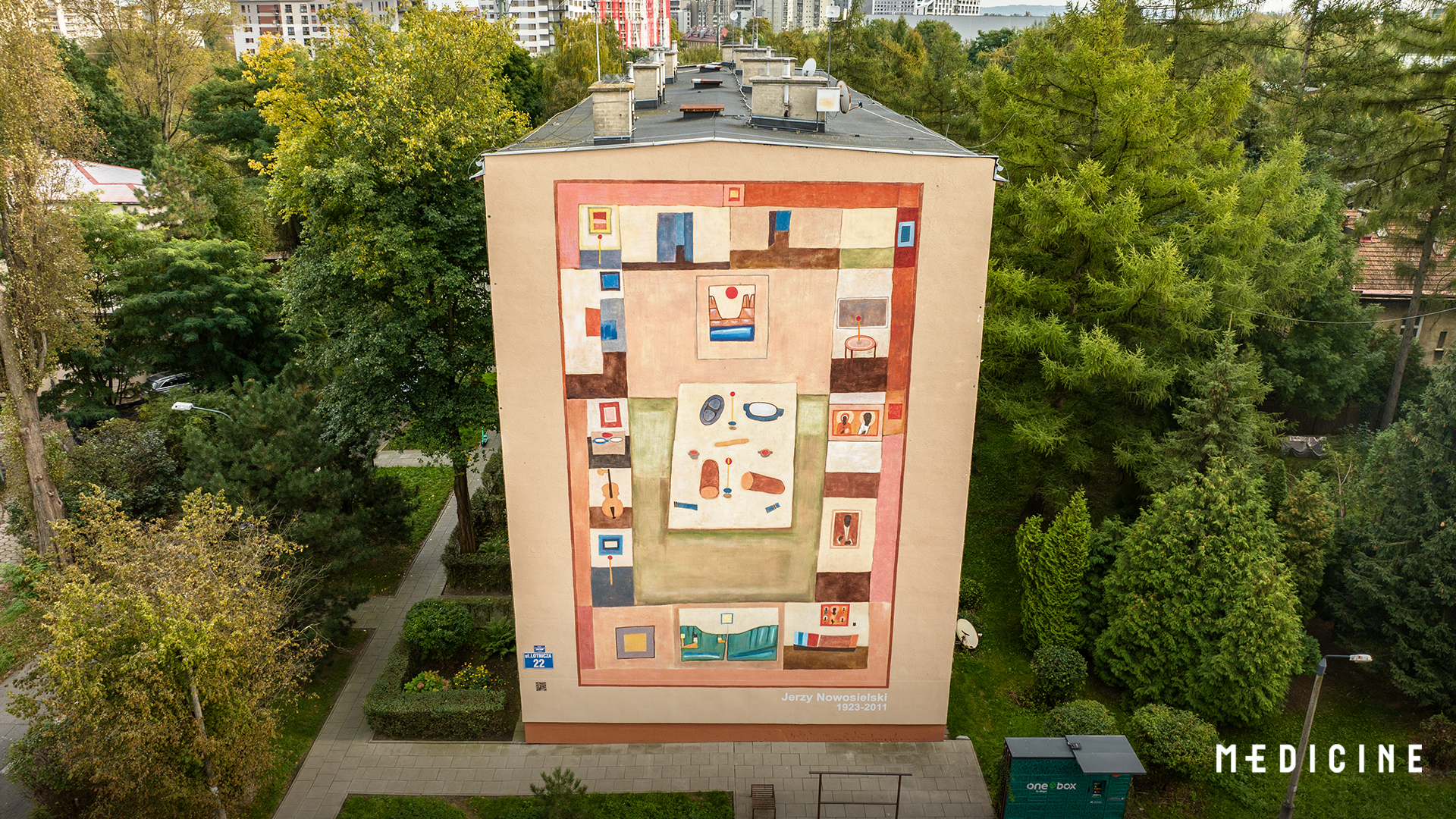
Projekt Murale – obraz Jerzego Nowosielskiego na murach bloku krakowskiego osiedla

W ramach Projektu Murale powstały do tej pory m.in.: 
- mural „Wild City” przy rondzie Mogilskim w Krakowie[33],
- mural „Carmen. Miłość jest buntowniczym ptakiem” Mikołaja Rejsa przy rondzie Mogilskim w Krakowie[34],
- mural „Black Pearl” Natalii Rak przy ulicy Karmelickiej w Krakowie[35],
- mural „Mona Lisa’s Smile” Beaty Śliwińskiej Barrakuz przy alei Jana Pawła II w Warszawie[36],
- mural na krakowskim Kazimierzu przy pl. Nowym 1[37],
- mural poświęcony twórczości Wisławy Szymborskiej przy ul. Karmelickiej 28 w Krakowie[38],
- mural „Ruch i woda” przy ul. Piastowskiej 100 w Gdańsku, [39]
- mural przy ul. Kalwaryjskiej 75 w Krakowie inspirowany wierszem Czesława Miłosza „Biegają”, [40]
- dwa murale przyrodnicze w Małopolskim Centrum Nauki Cogiteon w Krakowie. [41]